# Liste der Monuments historiques in Vignot
Die Liste der Monuments historiques in Vignot führt die Monuments historiques in der französischen Gemeinde Vignot auf.

## Liste der Objekte
| Bezeichnung                                             | Beschreibung                                                                                     | Standort                     | Kennzeichnung | Schutzstatus | Datum | Bild |
| ------------------------------------------------------- | ------------------------------------------------------------------------------------------------ | ---------------------------- | ------------- | ------------ | ----- | ---- |
| Weihrauchfass                                           | Kupfer, versilbert, Mitte des 17. Jahrhunderts                                                   | in der Kirche St-Rémi (Lage) | PM55001361    | Classé       | 2000  |      |
| Zwei Kanontafeln                                        | Druckerschwärze auf Papier, 19. Jahrhundert                                                      | in der Kirche St-Rémi (Lage) | PM55002529    | Inscrit      | 1993  |      |
| Skulptur Madonna mit Kind                               | Stein, farbig gefasst, 14. Jahrhundert                                                           | in der Kirche St-Rémi (Lage) | PM55002530    | Inscrit      | 1994  |      |
| Kelch                                                   | Silber, Bronze, versilbert und vergoldet, 19. Jahrhundert                                        | in der Kirche St-Rémi (Lage) | PM55001362    | Classé       | 2000  |      |
| Zwei Statuenreliquiare: Heiliger Remigius und Ecce homo | Bronze, versilbert, zweite Hälfte des 19. Jahrhunderts, Placide Poussielgue-Rusand zugeschrieben | in der Kirche St-Rémi (Lage) | PM55002527    | Inscrit      | 1996  |      |
| Tablett mit zwei Kännchen                               | Silber, Mitte des 19. Jahrhunderts                                                               | in der Kirche St-Rémi (Lage) | PM55002528    | Inscrit      | 1996  |      |